# 斯特魯德
斯特魯德（英語：Strood）是英國東南英格蘭的一個城鎮，位於梅德韋河的西北岸，屬於肯特郡。現在斯特魯德是羅徹斯特的主要郊區居民點之一，也是倫敦的通勤郊區城市之一。當地的教區教堂是英國二級登錄建築。

## 外部連結
- Gravesend, Northfleet and Swanscombe Cage Bird Society (Bird club covering Strood and the Medway Towns)
- Chapter & Temple face merger - Web Archive
- Archive Images